# Peruanische Badmintonmeisterschaft 2009
Die Peruanische Badmintonmeisterschaft 2009 fand vom 18. bis zum 20. Dezember 2009 statt.

## Medaillengewinner
| Disziplin    | Gold                            | Silber                              | Bronze                                |
| ------------ | ------------------------------- | ----------------------------------- | ------------------------------------- |
| Herreneinzel | Rodrigo Pacheco                 | Andrés Corpancho                    | Antonio de Vinatea                    |
| Herreneinzel | Rodrigo Pacheco                 | Andrés Corpancho                    | Martín del Valle                      |
| Dameneinzel  | Claudia Rivero                  | Cristina Aicardi                    | Jie Meng                              |
| Dameneinzel  | Claudia Rivero                  | Cristina Aicardi                    | Alejandra Monteverde                  |
| Herrendoppel | Rodrigo Pacheco Gustavo Salazar | Antonio de Vinatea Martín del Valle | Gianfranco Brazzini Gonzalo Castillo  |
| Herrendoppel | Rodrigo Pacheco Gustavo Salazar | Antonio de Vinatea Martín del Valle | Javier Jimeno Francisco Ugaz          |
| Damendoppel  | Cristina Aicardi Claudia Rivero | Ximena Bellido Sandra Jimeno        | Lorena Duany Alejandra Monteverde     |
| Damendoppel  | Cristina Aicardi Claudia Rivero | Ximena Bellido Sandra Jimeno        | Katherine Winder Claudia Zornoza      |
| Mixed        | Rodrigo Pacheco Claudia Rivero  | Mario Cuba Katherine Winder         | Bruno Monteverde Claudia Zornoza      |
| Mixed        | Rodrigo Pacheco Claudia Rivero  | Mario Cuba Katherine Winder         | Andrés Corpancho Alejandra Monteverde |